# Olevano sul Tusciano
Olevano sul Tusciano é uma comuna italiana da região da Campania, província de Salerno, com cerca de 6.387 habitantes. Estende-se por uma área de 26 km², tendo uma densidade populacional de 246 hab/km². Faz fronteira com Acerno, Battipaglia, Campagna, Eboli, Montecorvino Rovella.

## Demografia
| Variação demográfica do município entre 1861 e 2011                               |
|                                                                                   |
| Fonte: Istituto Nazionale di Statistica (ISTAT) - Elaboração gráfica da Wikipedia |